# Concierto para piano (Ligeti)
El Concierto para piano y orquesta de György Ligeti es un concierto para piano de cinco movimientos. Sobre la obra, Ligeti escribió:
Presento mi credo artístico en el Concierto para piano: demuestro mi independencia de los criterios de la vanguardia tradicional, así como del posmodernismo de moda. Las ilusiones musicales que considero también tan importantes no son un objetivo en sí mismo para mí, sino un fundamento de mi actitud estética. Prefiero formas musicales que tienen un carácter más objetual que procesual. La música como tiempo "congelado", como un objeto en el espacio imaginario evocado por la música en nuestra imaginación, como una creación que realmente se desarrolla en el tiempo, pero en la imaginación existe simultáneamente en todos sus momentos. El hechizo del tiempo, el soportar su paso, cerrarlo en un momento del presente es mi principal intención como compositor.
Está dedicado al director estadounidense Mario di Bonaventura que estrenó la obra.

## Historia
Los bocetos iniciales del Concierto comenzaron en 1980, pero no fue hasta 1985 que encontró un camino a seguir y el trabajo avanzó más rápidamente. En su libro sobre Ligeti, Richard Steinitz documenta los muchos intentos del compositor por comenzar la pieza, señalando que no fue hasta el vigésimo primer intento, con fecha de 1985-1986, que acertó en la primera página.
Los tres primeros movimientos se estrenaron en Graz, Austria el 23 de octubre de 1986 por el pianista Anthony di Bonaventura y la Filarmónica de Viena dirigida por Mario di Bonaventura. Al año siguiente, Ligeti agregó otros dos movimientos, el cuarto y el quinto, y el autógrafo final del último movimiento estuvo listo en enero de 1988. Ligeti escribió que “después de escuchar el trabajo dos veces [en 1986], llegué a la conclusión de que el tercer movimiento no es un final adecuado; mi sensación de forma exigía continuación, un complemento." El concierto de cinco movimientos se estrenó el 29 de febrero de 1988 con Anthony di Bonaventura y la Orquesta Sinfónica de la Radio Austriaca dirigida por Mario di Bonaventura en la Konzerthaus de Viena.

## Instrumentación
El concierto está escrito para un piano solista y una orquesta que consta de flauta (duplicada por el piccolo), oboe, clarinete (duplicada por una ocarina alto), fagot, corno francés, trompeta, trombón tenor, percusión y cuerdas. Para mantener el equilibrio, Ligeti recomienda que las cuerdas sean de 6 a 8 violines I, 6 a 8 violines II, 4 a 6 violas, 4 a 6 violonchelos y 3 a 4 contrabajos.
Las percusiones consisten en triángulo, crótalos (a pares), 2 platillos suspendidos (tamaño pequeño / normal), 4 bloques de madera, 5 bloques de templo, pandereta, caja, 3 bongos, 4 tomtoms, bombo, güiro, castañuelas, látigo, silbato de sirena, silbato de señal, silbato deslizante, flexatono, armónica cromática, glockenspiel y xilófono.

## Música
Los cinco movimientos de la versión final son:
1. Vivace molto ritmico e preciso
2. Lento e deserto
3. Vivace cantabile
4. Allegro risoluto
5. Presto luminoso

En el momento de su composición, Ligeti estaba trabajando en su primer libro de estudios de piano, y los ritmos africanos superpuestos, los acentos cambiantes y los tempos cambiantes tan característicos de esas piezas se pueden escuchar también en el concierto.
El primer movimiento es similar al concepto polimétrico utilizado en el primer étude de Ligeti, Désordre. Rítmicamente complejo en todo, utiliza dos firmas de compases, 4
4 y 12
8, simultáneamente así como complicados ritmos aksak. Además, las manos izquierda y derecha tocan dos escalas complementarias de seis notas. El segundo movimiento, el único movimiento lento de la pieza, comienza sin pausa (attacca subito). Utiliza el motivo de lamento del último movimiento de su Trío para violín, trompa y piano y su sexto estudio de piano, Automne à Varsovie. Este motivo también forma la base del tercer movimiento, otro movimiento rápido. Según el propio Ligeti, el cuarto movimiento, más fragmentario que los movimientos circundantes, está inspirado en imágenes de fractales generadas por computadora (como el conjunto de Julia y el conjunto de Mandelbrot) que vio. El quinto movimiento, similar al primero, usa tres compases de tiempo relacionadas simultáneamente.

## Grabaciones
- The Ligeti Project I: Melodien / Chamber Concerto / Piano Concerto / Mysteries of the Macabre. Pierre‐Laurent Aimard, piano; Asko Ensemble, Reinbert de Leeuw. Teldec, 2000[8]
- György Ligeti: Cello Concerto / Mysteries of the Macabre / Piano Concerto. Alberto Rosado, piano; PluralEnsemble, Fabián Panisello. NEOS, 2014[9]
- Bartók & Ligeti. Ensemble Intercontemporain, Matthias Pintscher. Alpha Classics, 2015[10]
- Ligeti: Piano Concerto / Cello Concerto / Chamber Concerto / Melodien. Joonas Ahonen, piano; BIT20 Ensemble, Baldur Brönnimann. BIS, 2016[11]